# Пиллер, Матиас
Матиас Пиллер (венг. Mátyás Piller, 1733—1788) — венгерский натуралист зоолог, ботаник и геолог, австрийского происхождения.

## Биография
Десять лет с 1763 до 1773 года преподавал в Терезианской академии в Вене где одно время был директором. Получив докторскую степень по естествознанию в 1774 году начинает преподавать в Трнавском университете. В 1777 году вслед за университетом он переехал в Буду.
Считается основоположником естествознания в Университете Будапешта, где он собрал большие коллекции зоологических, ботанических и геологических образцов.
Часть коллекций Пиллера находятся в Венгерском музее естественной истории и Геологическом музее Венгрии. 
В 1783 году совместно с Людвигом Миттерпахером им была издана научная работа Iter per Poseganam Sclavoniaeprovinciam, mensibus Junio, et Julio Anno MDCCLXXXII susceptum a Matthia Piller et Lud. Mitterpacher. Budae, 1783. 16 tábla rajzzal. Архивная копия от 20 февраля 2019 на Wayback Machine.
Другие сочинения:
- Tentamen publicum ex praelectionibus historiae naturalis ... quod e regno minerali subibit Augustinus Petrás. Tyrnaviae, 1775.
- Tentamen publicum ... subibit. Sig. Gabelkhoven. U. ott, 1776.
- Elementa historiae naturalis in scholarum grammaticarum et gymnasiorum per regnum Hungariae usu. Partes 3. U. ott, 1775. (Editio nova. Budae, 1779., Budae et Tyrnaviae, 1781.).
- Iter per Poseganam Sclavoniae provinciam, mensibus Junio et Julio at. 1782. susceptum  (Németül kivonatban Mader Miscellaneajában).
- Collectio naturalium quae e triplici regno minerali et vegetabili undique complete post obitum ... reperta est. Graecii, 1792.